# Montes Agricola
Montes Agricola är en låg bergskedja på nordvästra delen av den sida av månen som är vänd mot jorden. Den har fått sitt namn efter den tyske naturvetenskapsmannen Georgius Agricola.
Montes Agricola sträcker sig omkring 160 km i sydväst-nordostlig riktning. Den har månhavet Oceanus Procelarum norrut och västerut. Den ligger 20 km nordväst om en platå där Mons Herodotus och längre bort de stora kratrarna Herodotus och Aristarchus ligger. Oceanus Procelanum utbreder sig också söder om dessa båda kratrar.
De selenografiska koordinaterna för denna bergskedja är 29.1° N, 54.2° V. Bergskedjan har mer oländig terräng i nordost. Det 20 km breda gapet mellan bergskedjan och platån i sydväst har täckts av flytande lava. En liten ås som sträcker sig vinkelrätt mot bergskedjan mot platån nära bergskedjans norra ände heter Dorsum Niggli.